# Raven Klaasen
Raven Klaasen (født 16. oktober 1982) er en sydafrikansk professionel tennisspiller. Han spiller primært double og har nået store resultater i særligt herredouble. Således har han været i finalen i Australian Open i 2014 samt i Wimbledon i 2018. Han var også i finalen i sæsonfinalen i 2016. I alt er det blevet til 14 ATP-titler i double for Klaasen. Hans bedste placering på ATP-listen i double er en niendeplads, som han nåede 11. juni 2016, mens hans bedste placering i single er nr. 208, nået 24. oktober 2011.